# Bojanovice (okres Znojmo)
Bojanovice (německy Bojanowitz) jsou obec v okrese Znojmo v Jihomoravském kraji. Žije zde 179 obyvatel.

## Historie
První písemná zmínka o obci pochází z roku 1227.

## Pamětihodnosti
- Kaple sv. Jana Nepomuckého
- Ofenheimův kámen v lese
- Přírodní památka U Huberta